# Andreas Håtveit
Andreas Håtveit (Sudndalen, 9 de julio de 1986) es un deportista noruego que compitió en esquí acrobático, especialista en la prueba de slopestyle.
Consiguió seis medallas en los X Games de Invierno. Participó en los Juegos Olímpicos de Sochi 2014, ocupando el cuarto lugar en el slopestyle.

## Medallero internacional
| \| X Games de Invierno \| X Games de Invierno \| X Games de Invierno \| X Games de Invierno \| \| Año \| Lugar \| Medalla \| Prueba \| \| ------------------- \| ---------------------- \| ------------------- \| ------------------- \| \| 2006 \| Aspen (Estados Unidos) \| Medalla de bronce \| Best trick \| \| 2008 \| Aspen (Estados Unidos) \| Medalla de oro \| Slopestyle \| \| 2010 \| Aspen (Estados Unidos) \| Medalla de plata \| Slopestyle \| \| 2011 \| Aspen (Estados Unidos) \| Medalla de bronce \| Slopestyle \| \| 2012 \| Aspen (Estados Unidos) \| Medalla de bronce \| Slopestyle \| \| 2015 \| Aspen (Estados Unidos) \| Medalla de bronce \| Slopestyle \| |                        |                   |            |
| X Games de Invierno |                        |                   |            |
| Año | Lugar                  | Medalla           | Prueba     |
| 2006 | Aspen (Estados Unidos) | Medalla de bronce | Best trick |
| 2008 | Aspen (Estados Unidos) | Medalla de oro    | Slopestyle |
| 2010 | Aspen (Estados Unidos) | Medalla de plata  | Slopestyle |
| 2011 | Aspen (Estados Unidos) | Medalla de bronce | Slopestyle |
| 2012 | Aspen (Estados Unidos) | Medalla de bronce | Slopestyle |
| 2015 | Aspen (Estados Unidos) | Medalla de bronce | Slopestyle |